# 참외향기
《참외향기》는 2018년에 개봉한 대한민국의 영화이다.

## 캐스팅
- 지대한 : 용득 역
- 동방우 : 이장 역
- 김경룡 : 딸목아버지 역
- 백학기 : 만수 역
- 한태일 :  은덕할아버지 역
- 남포동 : 승초 역
- 남지혜 : 연이 역
- 한예진 : 초롱이 역
- 홍윤정 : 순진 역
- 천신남 : 목사 역
- 이승일 : 손 노인 역
- 김경애 : 할머니 역
- 전영운 : 박 노인 역
- 석현철 : 창석 역
- 함천길 : 석호 역
- 정미혜 : 딸목엄마 역
- 박인자 : 연이엄마 역
- 이준민 : 초원 역
- 박준우 : 용득 어린시절 역
- 박가린 : 초원엄마 역
- 소선 : 여선생 역
- 김기범 : 만수비서 역
- 이소윤 : 정순 역
- 조후영 : 옥단 역
- 곽선희 : 보건소직원 역
- 임소미 : 간호사 역
- 정정화 : 조지아 역
- 박승원 : 이장 젊은시절 역
- 김정형 : 모텔사장 역
- 김수연 : 시장아줌마 1 역
- 정맹희 : 시장아줌마 2 역
- 한예슬 : 아롱이 역
- 이은솔 : 은솔 역
- 신재영 : 재영 역
- 박사랑 : 사랑 역
- 오유림 : 유림 역
- 석민찬 : 손자 역
- 강인오 : 성주아이들 역
- 강지은 : 성주아이들 역
- 강민성 : 성주아이들 역
- 백기대 : 성주아이들 역
- 김규나 : 딸목 역
- 이유지 : 유지 역

## 수상
- 2019년 제39회 황금촬영상 심사위원특별상 (지대한)

## 같이 보기
- 2018년 대한민국의 영화 목록